# Французский конституционный референдум (1852)
Французский конституционный референдум проводился 21 ноября 1852 года для одобрения ратификации парламентом Конституции Второй империи. Этот плебисцит стал продолжением предыдущего референдума 1851 года, который дал Луи-Наполеону Бонапарту десятилетнее президентство после роспуска последним Национального собрания.
Вопрос, вынесенный на референдум, был следующий:
« Êtes-vous pour la ratification du Sénatus-Consulte fixant la Constitution de l'Empire ? »
« Поддерживаете ли Вы ратификацию установленной сенатским указом Конституцию Империи ? »
Из около 10 миллионов избирателей в голосовании участвовало 80%. Референдум одобрил ратификацию новой Конституции подавляющим большинством голосов. Таким образом, государственный переворот 2 декабря 1851 года, совершенный Наполеоном III, завершился уничтожением республики и образованием Второй империи.

## Участие
|                  | % избирателей | Количество |
| ---------------- | ------------- | ---------- |
| Зарегистрировано | 100%          | 10 203 458 |
| Участвовало      | 80,28%        | 8 077 334  |
| Всего            | 100%          |            |

## Результаты
| Да и Нет     | % голосов | Количество |
| ------------ | --------- | ---------- |
| Да (за)      | 96,86%    | 7 824 189  |
| Нет (против) | 3,13%     | 253 145    |
| Всего        | 100%      |            |

## Итоги
Европейские страны сразу же признали результаты плебисцита, надеясь что опасные для монархических режимов французские революционные движения, распалившие в Европе Весну народов, будут пресечены Луи Наполеоном. К возрождению бонапартизма с некоторой опаской отнеслись разве что в соседней Германии и эти опасения подтвердились со временем, когда началась Франко-прусская война.

## См.также
- Вторая Французская империя